# Løvenholm Skov
Løvenholm Skov är den centrala delen av ett större skogsområde i Syddjurs och Norddjurs kommuner i Danmark. Den ligger i Region Mittjylland, i den centrala delen av landet, 150 km nordväst om huvudstaden Köpenhamn. Skogsområdet består, förutom av Løvenholm Skov, av Eldrup Skov, Tårup Skov, Auning Skov, Fjeld Skov, Klemstrup Skov och Bøjstrup Skov.